# Madame de Sade
Madame de Sade (サド侯爵夫人, Sado kōshaku fujin) est une pièce de théâtre écrite en 1965 par l'écrivain japonais Yukio Mishima.

## Présentation
Yukio Mishima disait de sa pièce de théâtre qu'elle « pourrait être intitulée : Sade vu à travers le regard des femmes ». Elle a fait l'objet d'une adaptation et d'une mise en scène en 2010 par Jacques Vincey.
Dans la postface du livre, l'auteur explique que c'est en lisant La vie du marquis de Sade (サド侯爵の生涯, Sado kōshaku no shōgai, 1964) de son ami Tatsuhiko Shibusawa qu'il a été intrigué par le comportement de la marquise de Sade qui avait montré envers son mari une fidélité indéfectible pendant les longues années qu'il a passées en prison, alors qu'elle l'abandonne sitôt qu'il recouvre sa liberté. C'est cette attitude incompréhensible a priori qui a suscité son intérêt et l'a incité à écrire sa pièce, en laquelle « on peut voir une tentative de fournir au problème une solution logique ». Il poursuit en disant qu'il a ressenti qu'une vérité peu intelligible se cachait derrière cette énigme et qu'il a voulu « considérer Sade dans ce système de références ».

## Contenu
Yukio Mishima reconnaît lui-même qu'« il est peut-être singulier qu’un Japonais ait écrit une pièce de théâtre sur un argument français », mais il est attiré par la dualité du comportement de cette madame de Sade. Sur ce fond historique, il bâtit une intrigue pour six femmes où il peut tout à loisir parler de l'évolution de la morale et de l'ordre social, de la contestation de la toute-puissance de l'Église catholique romaine, sur fond d'une Révolution française qui s'annonce.
Le divin marquis est absent de la pièce mais évidemment bien présent dans toutes les conversations. On peut le défendre, on peut être contre lui mais le moins qu'on puisse dire est qu'il ne laisse personne indifférent. C'est un exalté, un radical qui a sur la vie et sur l'amour des positions bien tranchées et qui déplaisent grandement au pouvoir. Tous ces gens sont comme au salon, sans grande réaction face aux événements et comme ajoute Mishima en conclusion, « leur rapport à la parole et la perversité de leurs relations n’est pas sans rappeler le théâtre de Marivaux ou Les Liaisons dangereuses de Laclos : ces femmes parlent pour exister, pour combler le vide qui les menace ».